# Herbert Linge

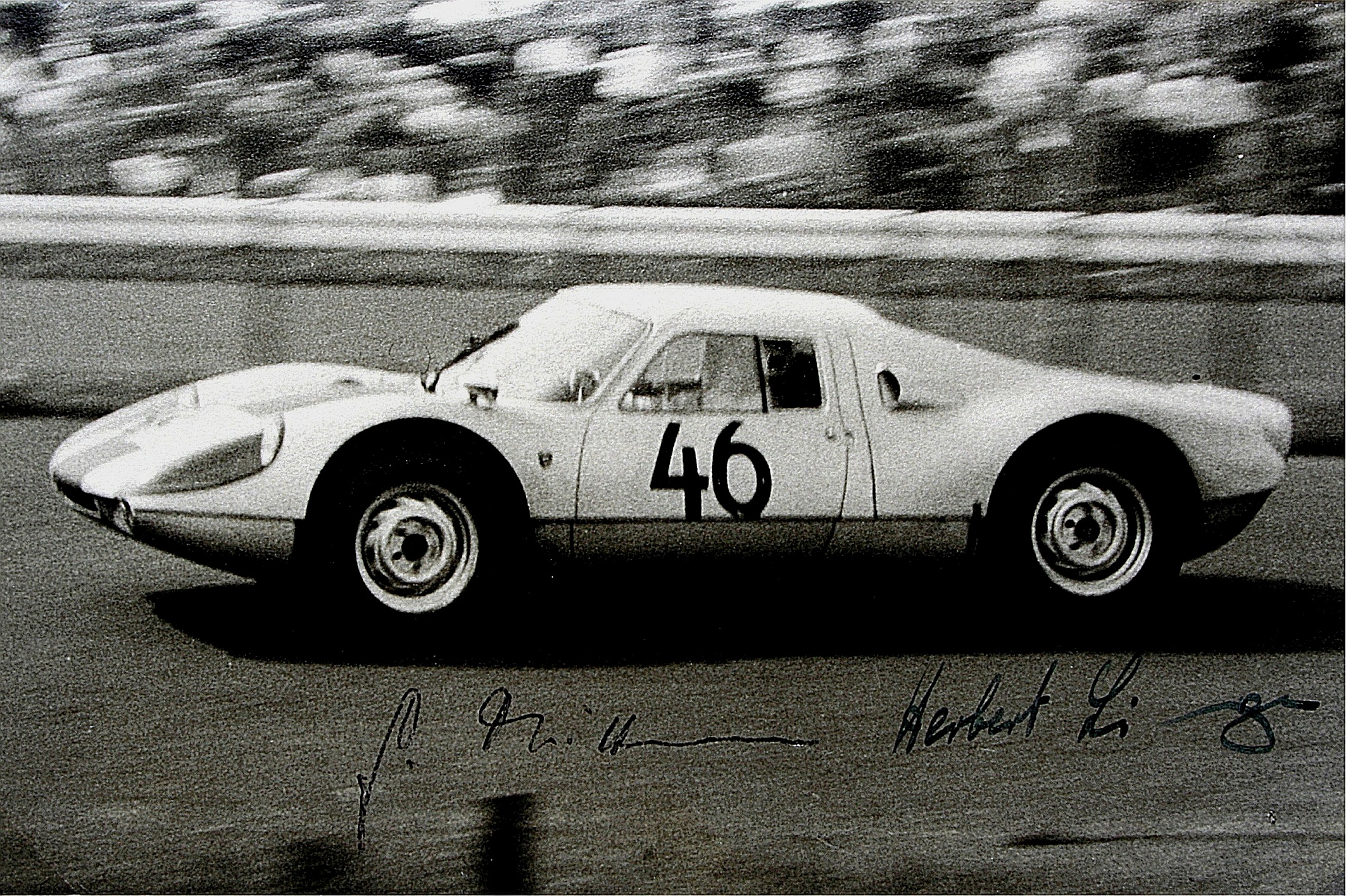
Linge en un 904 en Nürburgring en 1964.

Herbert Linge (Weissach, Böblingen, 11 de junio de 1928-5 de enero de 2024) fue un piloto alemán de automovilismo.

## Carrera deportiva
Su carrera en carreras abarcó casi veinte años, entre 1952 y 1970. Participó en once ediciones de las 24 Horas de Le Mans entre 1958 y 1970 (terminó seis veces entre los diez primeros, cuarto en 1965 y dos veces quinto, en 1958 y 1966), solo en modelos Porsche. Compartió butaca con Hans-Joachim Walter (1960), Edgar Barth (1963 y 1964), Peter Nöcker (1965), Hans Herrmann (1966) y el francés Robert Buchet (1967 y 1968). En 1969, su compañero John Woolfe murió al principio de la carrera; Al año siguiente, para su última aparición, Linen participa en el rodaje de la película Le Mans con una cámara a bordo, y ofrece escenas de doblaje para el actor Steve McQueen en un Porsche 908 (su compañero de equipo el inglés Jonathan Williams). A 500 km de Nurburgring 1960, Heinz es de compañero de equipo Heinz Schwind, en un BMW 700 y finaliza 8° en la general y 1° en T700 (una vuelta detrás del ganador).
En la rally, ganó el Lieja-Roma-Lieja 1954 con Helmut Polensky y el Rally de Córcega 1960, ambos en un Porsche 356, e hizo dos podios en el Tour de Francia Automovilístico.